# Anthony Johannes Blok

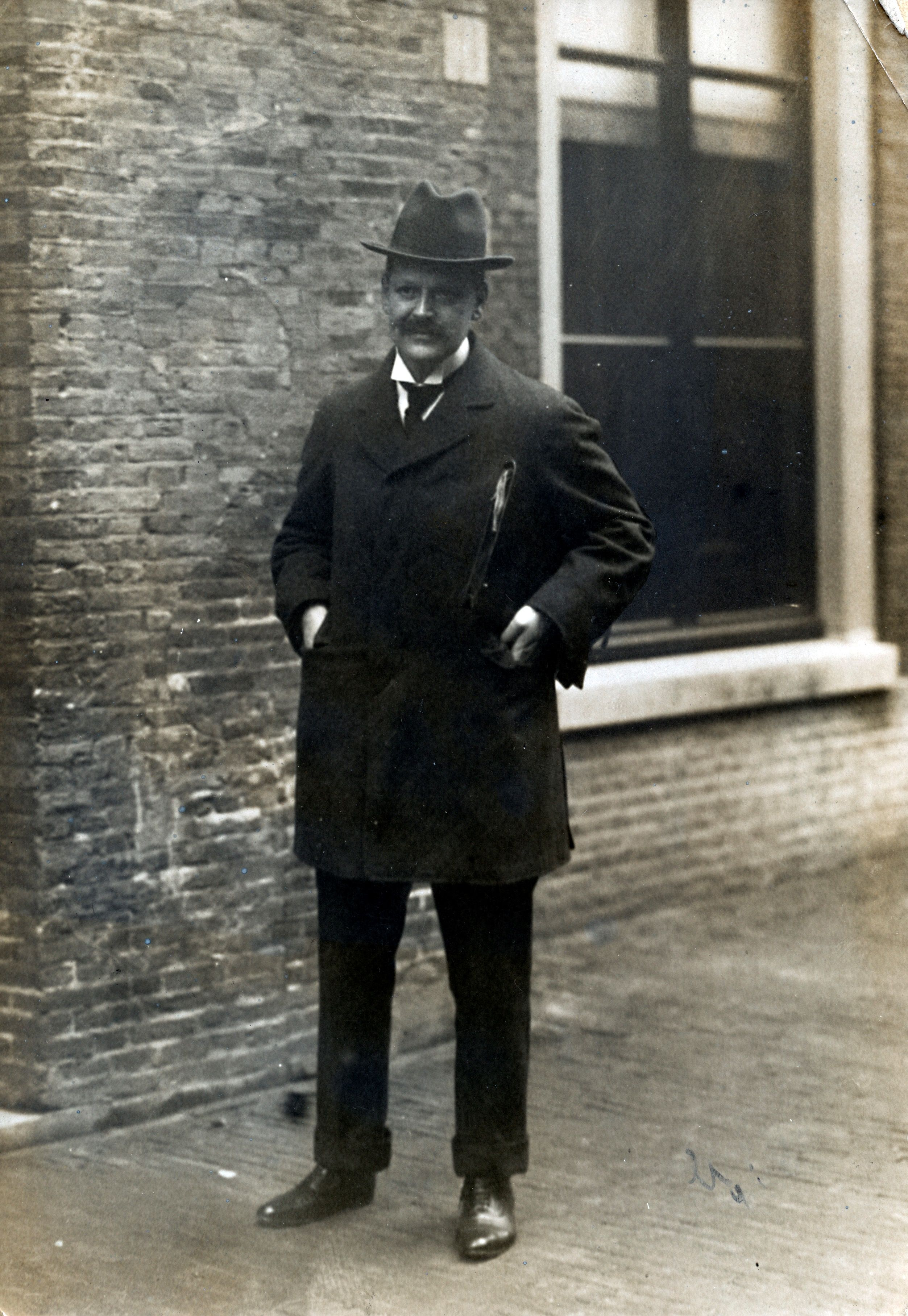
Anthony Johannes Blok

Anthony Johannes Blok (* 25. Februar 1868 in Hees, Nijmegen; † 19. März 1934 in Leiden) war ein niederländischer Strafrechtler.

## Leben
Anthony Johannes stammte aus einem alten Regentengeschlecht, welches vor allem im 17. und 18. Jahrhundert die Geschicke lenkten. Er wurde als Sohn des Pfarrers Andries Roelof Blok (* 18. Mai 1833 in Onderdendam; † 16. Januar 1908 in Rotterdam) und dessen am 30. September 1862 geheirateten Frau Catharina Sibilla van Kuyk (* 10. Januar 1838 in Nijmegen; † 4. Januar 1889 in Cuijk en Sint Agatha) geboren. Nachdem er ab 1881 das Gymnasium in Nijmegen besucht hatte, begann Block am 24. September 1887 ein Studium der Rechtswissenschaften an der Universität Leiden, wo vor allem Henri van der Hoeven sein prägender Lehrer wurde. Am 21. Juni 1889 absolvierte er sein Kandidatsexamen und am 15. Juni 1892 legte er sein Doktoralsexamen ab.
Am 10. Oktober 1893 promovierte er in Leiden mit dem Titel Over het onderscheid tusschen medeplegen en medeplichtig zijn (deutsch Über den Unterschied zwischen Mittäter und Komplizen) zum Doktor der Rechte. Danach arbeitete er als Rechtsanwalt in Den Haag und wurde bei der dortigen Staatsanwaltschaft tätig. Am 26. Juni 1897 erhielt er eine Anstellung bei der Staatsanwaltschaft in Schiedam, am 26. Juli 1899 bei der Staatsanwaltschaft in Amsterdam und wurde am 24. Mai 1904 Substitutoffizier am Gericht in Rotterdam. Am 27. Juli 1908 wurde er zum Professor des Strafrechts und der Kriminalistik an die Universität Leiden berufen, welche Aufgabe am 14. Oktober 1908 mit der Einführungsrede Positie en Taak van het Openbaar Ministerie (deutsch: Position und Rolle der Staatsanwaltschaft) antrat. Ab 1910 war er Mitredakteur der Tijdschrift voor Strafrecht, für welche er zahlreiche Beiträge verfasste.
Gemeinsam mit Louis Christiaan Besier (* 10. März 1868 in Utrecht; † 4. November 1938 in Den Haag) erarbeitete das dreibändige Standardwerk Het Nederlandsche strafproces (Haarlem 1925/26). Blok der sich auch für soziale Belange engagierte, hatte in verschiedenen Gremien mitgewirkt und wurde zum Ritter des Ordens vom niederländischen Löwen ernannt. Er beteiligte sich auch an den organisatorischen Aufgaben der Hochschule. So wurde er im Akademiejahr 1924/25 zum Rektor der Alma Mater gewählt, wozu er am 9. Februar 1925 die Rektoratsrede De ontwikkeling van het strafstelsel in Nederland (deutsch: Die Entwicklung des Gefängnissystems der Niederlande) zum 350-jährigen Bestehen der Bildungseinrichtung hielt und im gleichen Zusammenhang der niederländischen Königin Wilhelmina die Ehrendoktorwürde der Universität Leiden verlieh. Aus gesundheitlichen Gründen trat er 1930 von seiner Professur zurück und wurde am 1. Dezember 1930 emeritiert.

## Familie
Blok verheiratete sich am 12. Januar 1905 in Cuijk mit Maria Wilhelmina Sophia Aberson (* 30. März 1881 in Arnhem; † 10. März 1956 in Leiden), die Tochter des Frederik Nicolaas Lurretius Aberson (* 9. September 1854 in Amsterdam; † 25. Februar 1932 in Den Haag) und dessen Frau Maria Elisabeth Boogaard (* 23. Februar 1860; † 24. April 1919 in Den Haag). Aus der Ehe stammen zwei Töchter und ein Sohn. Von den Kindern kennt man:
- Andries Roelof Blok (* 14. November 1905 in Rotterdam; † 20. Januar 1961 in De Bilt) verheiratet am 12. März 1932 in Leiden mit Laurence Dorothee Hamming (* 5. September 1907 in Den Helder; † 15. Juli 1996 in De Bilt)
- Maria Elisabeth Blok (* 29. Juli 1907 in Rotterdam; † 19. Dezember 1991 in Oegstgeest)
- Catharina Sibilla Blok (* 4. November 1909 in Leiden; † 24. April 1995 in 's-Graveland) verheiratet am 6. Juni 1933 in Leiden mit dem Bankdirektor Bernhard Hendrik Holsboer (* 2. September 1907 in 's-Graveland; † 18. Juni 1995 ebd.)